# Осьмушка (посёлок)
Осьмушка — посёлок в Миасском городском округе Челябинской области России.

## География
Посёлок находится на расстоянии 28 км к юго-западу от города Миасс, административного центра округа.

## Население
| 2002 | 2010 |
| ---- | ---- |
| 34   | ↘27  |

### Половой состав
По данным Всероссийской переписи, в 2010 году численность населения посёлка составляла 27 человек (12 мужчин и 15 женщин).

## Улицы
Уличная сеть посёлка состоит из одной улицы (ул. Верхняя).